# 327年
| 千纪： | 1千纪                                                                                           |
| 世纪： | 3世纪 \| 4世纪 \| 5世纪                                                                         |
| 年代： | 290年代 \| 300年代 \| 310年代 \| 320年代 \| 330年代 \| 340年代 \| 350年代                       |
| 年份： | 322年 \| 323年 \| 324年 \| 325年 \| 326年 \| 327年 \| 328年 \| 329年 \| 330年 \| 331年 \| 332年 |
| 纪年： | 丁亥年（猪年）；成汉玉衡十七年；前赵光初十年；东晋咸和二年；前凉建兴十五年                      |

## 大事记
- 中國
  - 石勒派石虎擊敗代王拓跋紇那，逼得對方徙居大寧迴避其軍事威脅。至此後趙除前涼、段部鮮卑的遼西國及慕容鮮卑的遼東國三個政權外幾乎佔領整個中國北方。
  - 農曆十一月，歷陽內史蘇峻及豫州刺史祖約以討庾亮為名起兵。蘇峻之亂爆發。